# Chris Conn
Chris Conn (Portishead, 31 de diciembre de 1937 - Ibidem, 12 de febrero de 2021) fue un piloto de motociclismo británico, que participó en el Campeonato del Mundo de Motociclismo desde 1962 hasta 1967. Piloto de la Royal Air Force, cambió de rumbo al mundo del motociclismo y debutó en 1960 en carreras locales. Piloto de referencia de Norton, su mejor participación en el Mundial fue en 1966 en el que acabó cuarto en la clasificación general de 500cc.

## Resultados en el Campeonato del Mundo
Sistema de puntuación desde 1950 hasta 1968:
| Posición | 1 | 2 | 3 | 4 | 5 | 6 |
| Puntos   | 8 | 6 | 4 | 3 | 2 | 1 |

| Año  | Clase  | Moto   | 1     | 2       | 3       | 4       | 5       | 6       | 7     | 8       | 9      | 10      | 11      | 12    | 13    | Pts | Pos  |
| ---- | ------ | ------ | ----- | ------- | ------- | ------- | ------- | ------- | ----- | ------- | ------ | ------- | ------- | ----- | ----- | --- | ---- |
| 1962 | 500 cc | Norton |       |         | IOM 8   | NED -   | BEL -   | ALE -   | ULS - | RDA -   | NAT -  | FIN -   | ARG -   |       |       | 0   | -    |
| 1963 | 500 cc | Norton |       |         | IOM Ret | NED -   | BEL -   | ULS Ret | RDA - | FIN -   | NAT -  | ARG -   |         |       |       | 0   | -    |
| 1964 | 350 cc | Norton |       |         |         | IOM 10  | NED -   |         | ALE - | RDA -   | ULS 5  | FIN -   | NAT -   | JPN - |       | 2   | 19.º |
| 1964 | 500 cc | Norton | USA - |         |         | IOM Ret | NED -   | BEL -   | ALE - | RDA -   | ULS 5  | FIN -   | NAT -   |       |       | 2   | 17.º |
| 1965 | 250 cc | Norton | USA - | ALE -   | ESP -   | FRA -   | IOM 12  | NED -   | BEL - | RDA -   | CZE -  | ULS -   | FIN -   | NAT - | JAP - | 0   | -    |
| 1965 | 350 cc | Norton |       | ALE -   |         |         | IOM 7   | NED 7   |       | RDA -   | CZE -  | ULS 4   | FIN -   | NAT - | JPN - | 3   | 17.º |
| 1965 | 500 cc | Norton | USA - | ALE -   |         |         | IOM Ret | NED 7   | BEL 7 | RDA -   | CZE -  | ULS 3   | FIN -   | NAT - |       | 4   | 15.º |
| 1966 | 350cc  | Norton |       | GER -   | FRA -   | NED -   |         | RDA -   | CZE - | FIN 8   | ULS 10 | IOM 3   | NAT -   | JAP - |       | 4   | 17.º |
| 1966 | 500cc  | Norton |       | GER Ret |         | NED Ret | BEL Ret | RDA -   | CZE - | FIN Ret | ULS 5  | IOM 3   | NAT Ret |       |       | 6   | 10.º |
| 1967 | 350cc  | Norton |       | GER -   |         | IOM 5   | NED 8   |         | RDA 8 | CZE -   |        | ULS 7   | NAT -   |       | JAP - | 2   | 15.º |
| 1967 | 500cc  | Norton |       | GER 7   |         | IOM Ret | NED 6   | BEL Ret | RDA 8 | CZE Ret | FIN -  | ULS Ret | NAT Ret | CAN - |       | 1   | 23.º |